# Strumień antycentrum
Strumień antycentrum – strumień gwiazd, powstały wskutek rozerwania nieznanej galaktyki karłowatej. Jego nazwa związana jest z kierunkiem rozciągania się strumienia w stronę antycentrum Galaktyki w postaci koła, nachylonego pod kątem 35° do płaszczyzny Drogi Mlecznej. Strumień ten został odkryty w programie Sloan Digital Sky Survey w 2006 roku. 
Strumień Antycentrum znajduje w odległości od 8900 parseków od Słońca i jest położony prawie prostopadle do linii wzroku obserwatora z Ziemi, w pobliżu innego strumienia, Pierścienia Jednorożca. Jego metaliczność jest bardzo niska, [Fe/H] = −0,96 ± 0,03.